# Turpas
Turpas er benævnelsen for et "pas", der giver adgang til forskellige forlystelser. Det fungerer som regel på den måde, at man, efter køb af et turpas, kan få fri entre til en forlystelsesparks forlystelser, den pågældende dag man køber det. Et turpas er som regel et armbånd man får bundet om armen.